# Raifusa (Lausi)
Raifusa (Raifusu, Raifusan) ist ein osttimoresisches Dorf im Suco Lausi (Verwaltungsamt Aileu, Gemeinde Aileu).

## Geographie und Einrichtungen
Raifusa liegt im Norden der Aldeia Riafusun, einer Exklave des Sucos Lausi. Nördlich fließt der Huituco, ein Nebenfluss des Nördlichen Laclós. Südwestlich verläuft die Überlandstraße, welche die Gemeindehauptstädte Aileu und Ainaro miteinander verbindet. Westlich liegt das Dorf Banderahun (Suco Liurai), südlich das Dorf Coulaudo (Suco Liurai) und östlich die Dörfer Mantane (Suco Fahiria), mit der nächstgelegenen Grundschule, und Raelete (Suco Bandudato).